# 169-та піхотна дивізія (Третій Рейх)
169-та піхотна дивізія (Третій Рейх) (нім. 169. Infanterie-Division) — піхотна дивізія Вермахту за часів Другої світової війни. Билася на Західному фронті у Французькій кампанії й на Східному фронті у Радянському Заполяр'ї. В останні дні війни перекинута до Східної Німеччини, де була розгромлена радянськими військами у травні 1945 року.

## Історія

### Західний фронт
169-та піхотна дивізія розпочала формування 28 листопада 1939 року в Оффенбах-на-Майніі в 9-му військовому окрузі під час 7-ї хвилі мобілізації Вермахту. У квітні 1940 року дивізію перевели до Дармштадта в 12-му військовому окрузі.
З початком Французької кампанії з'єднання у складі 36-го Командування билось на півдні Бельгії, наступало у напрямку Віртона, у травні 1940 року бої на Маасі, Мозелі, прорив французьких укріплень лінії Мажино на ділянці Маргю, Лонгюїон, Монмеді. Надалі 169-та дивізія вела бої за Верден та Мец. Після розгрому французької армії та капітуляції Франції, дивізія залишилась виконувати окупаційні функції на території департаментів Мозель і Мерт і Мозель.
У лютому 1941 року дивізію перекинули з Нансі до району Ерфурта, Айзенаха та Бад-Зальцунгена, де підрозділи з'єднання проходило тренування, доукомлектовувалися військовою технікою й майном, а наприкінці травня її перевели до Штеттіна, де вона розпочала підготовку до перекидання на крайній Північ у Норвегію та Фінляндію.
8 червня 1941 року піхотна дивізія транспортними суднами була передислокована до морських портів західної Фінляндії Торніо, Кемі, Вааса та Каско. Звідсіля підрозділи дивізії здійснили переміщення залізницею до Рованіємі, а далі до наближених районів поблизу радянсько-фінського кордону Кеміярві, Савукоскі, Соданкюля, формування здійснило марш своїм ходом.

#### Операція «Полярфукс»
1 липня німці силами XXXVI командування особливого призначення за підтримки 6-ї фінської піхотної дивізії армії «Норвегія» розпочали операцію «Полярфукс». Німецько-фінські війська завдали удару у смузі оборони радянської 14-ї армії на кандалакшському напрямку. У корпусі були 40-й і 211-й танкові батальйони особливого призначення, в яких налічувалося близько 100 танків. Їм протистояли дві стрілецькі дивізії: 122-га та 104-та, а також щойно перекинута з-під Пскову 1-ша танкова дивізія Героя Радянського Союзу генерал-майора Баранова В. І..

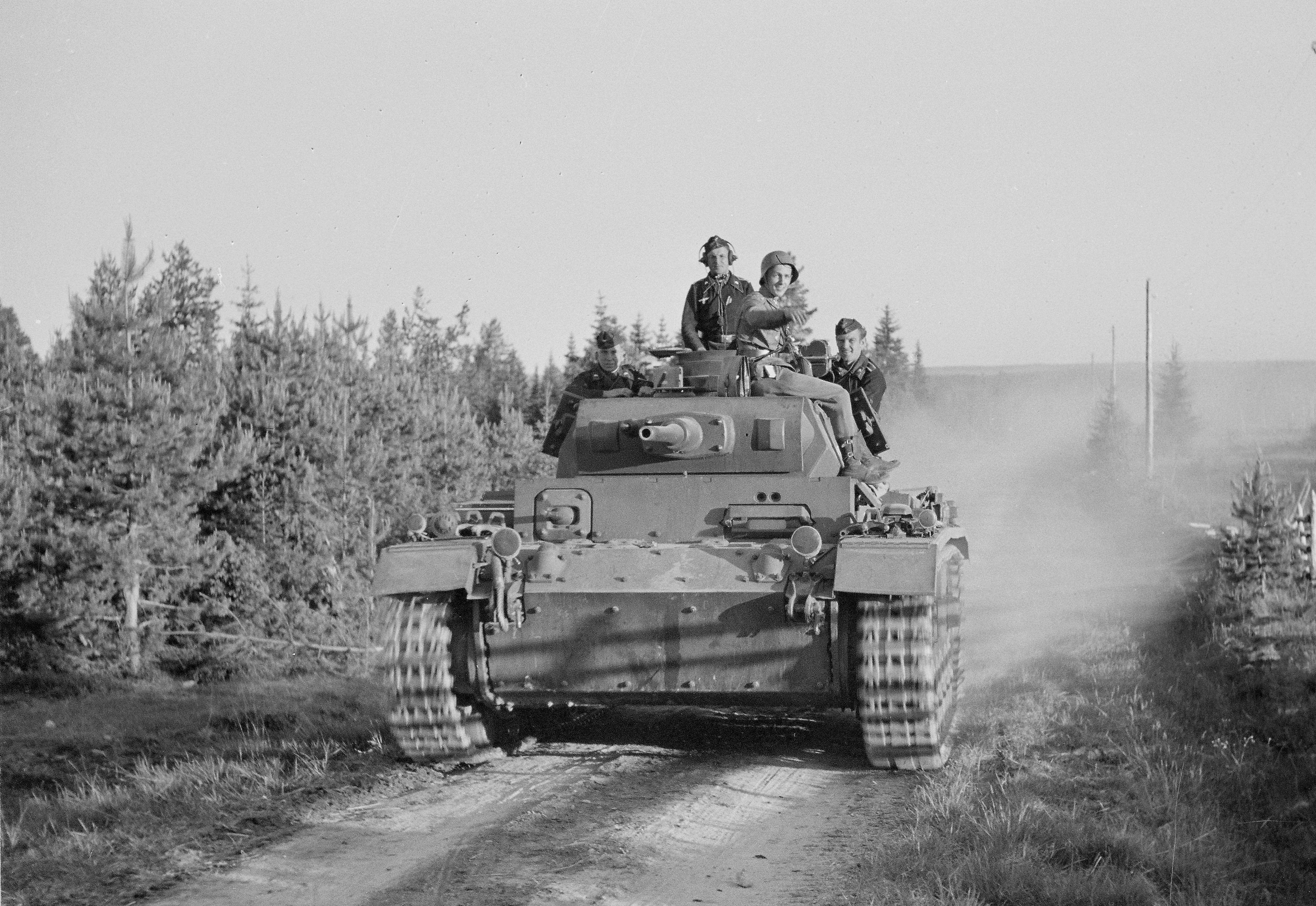
Середні танки Panzer III 40-го танкового батальйону вермахту просуваються на Васонваару. 1 липня 1941

Німці намагались прорватися фронтальним ударом на Саллу, а фінська 6-та дивізія мала намір широким обхідним маневром обійти радянські позиції з півдня та вийти до Алакуртті та Кайрали. Тим часом фінський III корпус, який займав позицію на правому фланзі армії «Норвегія», утримував 96-кілометровий фронт між Куусамо і Суомуссалмі.
6 липня 1941 року, форсувавши річку Куола, 169-та піхотна дивізія зуміла увірватися в Саллу зі сходу, але швидко була вибита. 7 липня атаки на Саллу продовжилися, і лише з відходом 122-ї стрілецької дивізії в ніч на 8 липня 1941 року на південний схід в напрямку Лампели, Салла була захоплена німецькими та фінськими військами. Бригада СС «Норд», отямившись після контрнаступу радянських військ, розпочала переслідування 122-ї дивізії, а 169-та дивізія висунулась на схід, щоб не дати організувати радянським військам оборону у Кайрали, по лінії озер Ала, але не встигла — там уже окопались два полки 104-ї стрілецької дивізії.

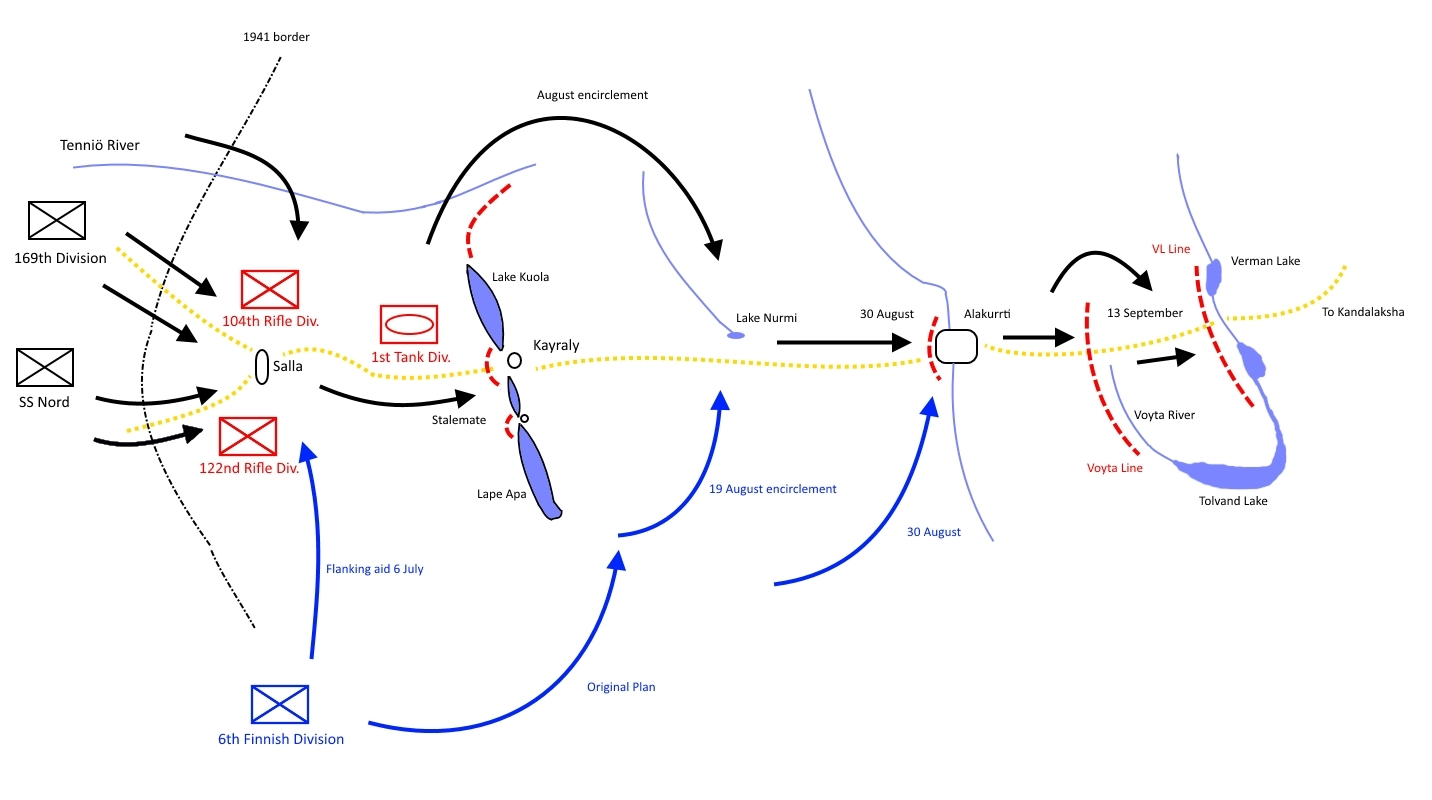
Карта операції «Полярфукс»

10 липня 1941 року атаки 169-ї піхотної дивізії були відбиті, так само як і був відбитий наступ одного полку фінської 6-ї піхотної дивізії, який перерізав автомобільну дорогу та залізницю за 5 кілометрів східніше Кайрали. Німецьке командування вирішило здійснити оточення радянських військ у Кайрали, для чого розпочала наступ на північ від Кайрали силами 169-ї піхотної дивізії, яка з півдня підтримувалася підрозділами фінської 6-ї піхотної дивізії. Уже до 21 липня 1941 року командир 36-го командування генерал-лейтенант Ганс Файге доповів, що максимум що можливо зробити — це опанувати радянські укріплення в Кайрали, але подальше просування до Алакуртті буде неможливим. 24 липня 1941 року німецькі та фінські частини, потрапивши під контрудар радянських військ, і зовсім визнали марними будь-які спроби вибити радянські війська з Кайрали, тому подальший наступ був припинений.
З 6 вересня 1941 року 169-та піхотна дивізія у взаємодії з 6-ю піхотною дивізією, здійснили чергову спробу штурмом опанувати радянські позиції. За винятком одного полку 169-ї піхотної дивізії, який зумів з півночі вийти до підступів висоти біля озера Верхній Верман, ніяких успіхів атакуючі не здобули. Утім, полк, який прорвався, зав'яз у боях за висоту і лише 10 вересня 1941 роки зумів її опанувати.
Бої на цьому напрямку точились ще протягом вересня-листопада 1941 року, доки командир фінського 3-го армійського корпусу генерал-лейтенанта Я. Сііласвуо, оцінив важкі втрати угруповання та відсутність можливості щодо їхнього поповнення, не віддав наказ перейти до оборони. З того часу до літа 1944 року бойові дії на цій ділянці фронту практично не велись.
У вересні 1944 року з початком Лапландської війни, 169-та піхотна дивізія під тиском колишніх союзників, фінських військ, вимушено відступала на Савукоскі, далі на північ на Івало, з подальшим виходом на територію окупованої німцями Норвегії в Карасйок. У грудні 1944 року дивізію зосередили поблизу Нарвіка, звідки її перекинули в Мошен і в березні 1945 року формування вивели до Осло.
Наприкінці березня 1945 року дивізію зосередили на Східному фронті поблизу Люкенвальде, де вона вела бої проти військ Червоної армії. В останні дні квітня — на початку травня 1945 року розгромлена.

## Райони бойових дій
- Німеччина (листопад 1939 — травень 1940)
- Франція (травень 1940 — червень 1941)
- Норвегія, Фінляндія, СРСР (Заполяр'я) (червень 1941 — листопад 1944)
- Норвегія (листопад 1944 — квітень 1945)
- Східна Німеччина (квітень — травень 1945)

## Командування

### Командири
- оберст Філіпп Мюллер-Гебгард (нім. Philipp Müller-Gebhard) (28 листопада — 1 грудня 1939);
- оберст, з 1 липня 1940 генерал-майор Генріх Кіркгайм (нім. Heinrich Kirchheim) (1 грудня 1939 — 1 лютого 1941);
- генерал-майор Курт Діттмар (нім. Kurt Dittmar) (1 лютого — 29 вересня 1941);
- генерал-лейтенант Герман Тіттель (нім. Hermann Tittel) (29 вересня 1941 — 22 червня 1943);
- оберст, з 1 вересня 1943 генерал-майор, з 1 вересня 1944 генерал-лейтенант Георг Радзій (нім. Georg Radziej) (22 червня 1943 — 8 травня 1945).

### Підпорядкованість
| Час      | Корпус                   | Армія               | Група армій (округ) | Штаб                |
| -------- | ------------------------ | ------------------- | ------------------- | ------------------- |
| 1939     |                          |                     |                     |                     |
| грудень  |                          |                     |                     | Бад-Герсфельд       |
| 1940     |                          |                     |                     |                     |
| січень   |                          |                     |                     | Вільдфлеккен        |
| травень  |                          |                     | Резерв ОКХ          | Альцай              |
| червень  | XXXVI Командування       | 16-та армія         | Група армій «A»     | Трір                |
| липень   | XXXVI Командування       | 1-ша армія          | Група армій «C»     | Лотарингія          |
| вересень | XXV ак                   | 1-ша армія          | Група армій «C»     | Лотарингія          |
| листопад | XXV ак                   | 1-ша армія          | Група армій «D»     | Лотарингія          |
| грудень  | LIX командування         | 1-ша армія          | Група армій «D»     | Лотарингія          |
| 1941     |                          |                     |                     |                     |
| січень   | LIX командування         | 1-ша армія          | Група армій «D»     | Лотарингія          |
| березень | XXXXVII мк               | 11-та армія         | Група армій «C»     | IX військовий округ |
| травень  | XXXXVII мк               | 2-га танкова група  |                     | IX військовий округ |
| червень  | XXXVI командування       | Армія «Норвегія»    |                     | Фінляндія           |
| 1942     |                          |                     |                     |                     |
| січень   | XXXVI гк                 | Армія «Норвегія»    |                     | Фінляндія           |
| лютий    | XXXVI гк                 | Армія «Лапландія»   |                     | Фінляндія           |
| липень   | XXXVI гк                 | 20-та гірська армія |                     | Фінляндія           |
| 1943     |                          |                     |                     |                     |
| січень   | XXXVI гк                 | 20-та гірська армія |                     | Фінляндія           |
| 1944     |                          |                     |                     |                     |
| січень   | XXXVI гк                 | 20-та гірська армія |                     | Фінляндія/Норвегія  |
| 1945     |                          |                     |                     |                     |
| січень   | Армійська група «Нарвік» | 20-та гірська армія |                     | Норвегія            |
| лютий    | XXXIII ак                | 20-та гірська армія |                     | Норвегія            |
| березень | LXX ак                   | 20-та гірська армія |                     | Норвегія            |
| квітень  | 11-й корпус СС           | 9-та армія          | Група армій «Вісла» | Одер                |

### Склад
| Листопад 1939                   | Червень 1940                           |
| ------------------------------- | -------------------------------------- |
| 378-й піхотний полк             |                                        |
| 379-й піхотний полк             |                                        |
|                                 | 392-й піхотний полк                    |
| 230-й дивізіон легкої артилерії | 230-й артилерійський полк              |
|                                 | 230-й інженерний батальйон             |
|                                 | 230-й протитанковий дивізіон           |
|                                 | 230-й дивізійний батальйон зв'язку     |
|                                 | 230-те дивізійне управління постачання |

## Нагороджені дивізії
Нагороджені дивізії
|  | Кавалери Золотого Німецького Хреста                                                                        | 30                                  |
|  | Кавалери Лицарського хреста Залізного хреста                                                               | 8 (у тому числі 1 — непідтверджене) |
|  | Кавалери Почесної відзнаки Сухопутних військ «Почесна застібка на орденську стрічку для Сухопутних військ» | 2                                   |
|  | Кавалери ордену Хрест Свободи І-го ступеня з мечами (Фінляндія)                                            | 3                                   |

- Нагороджені Сертифікатом Пошани Головнокомандувача Сухопутних військ (2)